# Embajada de Estados Unidos en Nicaragua
La Embajada de los Estados Unidos en Nicaragua es la principal representación diplomática del Gobierno de los Estados Unidos ante la República de Nicaragua. Está ubicada en la ciudad capital, Managua, y cumple funciones diplomáticas, consulares, comerciales y de cooperación bilateral.

## Historia
Las relaciones diplomáticas entre Nicaragua y Estados Unidos se establecieron formalmente en 1851. Desde entonces, la embajada ha estado presente en diversos periodos de la historia nicaragüense, incluyendo momentos de conflicto y cooperación. La sede actual en Carretera Sur fue inaugurada en 2007, en un complejo moderno con altos estándares de seguridad.

## Funciones
La embajada desarrolla actividades en áreas como:
Diplomacia política y relaciones bilaterales
Visas y servicios consulares para ciudadanos nicaragüenses y estadounidenses
Cooperación en seguridad, salud, educación y medio ambiente
Programas de intercambio cultural y académico a través de EducationUSA, Fulbright y USAID

## Secciones y agencias
La embajada alberga:
Sección Consular
Sección Política y Económica
Agencia USAID
Oficina de Seguridad Regional (RSO)
Agregadurías militar, comercial y de prensa

## Importancia bilateral
A pesar de momentos diplomáticos tensos en ciertas etapas de la historia reciente, la embajada sigue siendo un actor clave en el fortalecimiento de la relación entre Estados Unidos y Nicaragua. Promueve el diálogo, la cooperación internacional y el desarrollo mutuo